# Felpeyu
Felpeyu é um grupo de música folk de Asturias e uma das referencias na música asturiana.
Foi fundado em 1991 en Salamanca, onde Ígor Medio e Ruma Barbero, seus membros fundadores estudiaram Belas Artes los sos miembros fundacionales . Dese aí seguiram sua carreira musical com apresentações na Espanha, contnente europeu e Australia.   
Seu primeiro disco foi Felpeyu, editado em 1994.Incluiram em seus repertóriopeças asturianas e galegas (pela participação dos irmãos Cástor e Félix Castro.
Seu segundo disco Tierra foi lançado em 1997 (Fonoastur) onde se incluem peças do primeiro disco .
Em 2000 lançam Live Overseas (Urchin Records), gravado para seu giro pela Australia. Em  2002 sai seu discoYá!.
Em 24 de junho de 2006, morrem em acidente entre Asturias e catalunha Ígor Medio e Carlos Redondo (guitarra). 

## Componentes
- Ruma Barbero, bodhrán.
- Xuan Nel Expósito, acordeom.
- Lisardo Prieto, violino.
- Fernando Oyáguez, bouzouki (bazouca).
- Diego Pangua, gaita.
- Dudu Puente, baixo e voz.
- tecnico de som Slaven Kolak.

## Discografia
- Felpeyu - 1994
- Tierra - 1997
- Live Overseas - 2000
- Yá! - 2002